# Toondertijd
Toondertijd is de website en het viermaal per jaar verschijnende tijdschrift van de Marten Toonder Verzamelaars Club (M.T.V.C.), de vereniging van liefhebbers en verzamelaars van het werk van Marten Toonder, de Toonder Studio's en Toonders eerste vrouw Phiny Dick. De vereniging is opgericht in 1991 en telt meer dan 1.700 leden (mei 2025: 1.700). Het tijdschrift Toondertijd was de voortzetting van het clubblad van de Marten Toonder Verzamelaars Club uit 1991. De nummering liep door, waardoor het eerst nummer uit 2002 nummer 43 in de reeks was,

## Uitgaven
De MTVC heeft, afgezien van het kwartaalblad Toondertijd, verschillende boeken uitgegeven:
- Ollie B. Bommel's Wondere Werken, een herdruk (1994) van een boekje dat oorspronkelijk reclame voor Philips was.
- Rommeldam (1998), over het stadje Rommeldam, dat van 1955-1962 heeft bestaan in Oisterwijk (N.B.).
- Tussen klei en brons (1999), over het beeld van Heer Bommel in het stadje Den Bommel;
- Toonder in Leiden- Jacqueline Zirkzee & Dick de Boer (2012)- MTVC-uitgave samen met uitgever: Stichting Beeld voor Beeld;
- De diastroken van heer Bommel en Tom Poes (2012)- DVD
- Toonder Classics, een reeks die inmiddels vier delen telt:

1. Laurel en Hardy (2008)
2. De avonturen van Bello (2009)
3. Bram Ibrahim (2011)
4. Japie Makreel (2015)

- Toonder animatiefilms, een reeks die twee delen telt:

1. The magic music - De productie van een Marten Toonder tekenfilm (2013)
2. Tom Poes en het schaduwslot - De productie van een Marten Toonder tekenfilm (2014)